# Döhlau
Döhlau est une commune de Bavière (Allemagne), située dans l'arrondissement de Hof, dans le district de Haute-Franconie.
Sa population était de 3 802 habitants en 2011.

## Personnalités liées à la ville
- Theodor Alt (1846-1937), peintre né à Döhlau.
- Thea von Harbou (1888-1954), écrivain née à Tauperlitz.